# Mimante
Mimante è un personaggio della mitologia classica, presente anche nel libro X dell'Eneide di Virgilio. Seguì Enea in Italia dove fu ucciso da Mezenzio.

## Il mito

### Le origini
Mimante era figlio di un nobile troiano chiamato Amico e di Teano, sorella di Ecuba. 

Fu partorito lo stesso giorno in cui la zia diede alla luce Paride. Rimasto orfano di padre subito dopo la nascita, crebbe nella casa di Antenore, il nuovo marito di sua madre, insieme ai numerosi figli che la coppia in seguito generò. Conobbe poi Paride quando questi entrò a far parte nuovamente della famiglia reale, e strinse con lui una grande amicizia, combattendo quindi al suo fianco nella guerra di Troia.

### La morte
Come racconta Virgilio, alla caduta di Troia Mimante è tra i troiani che si aggregano a Enea. Egli trova la morte in esilio, nella guerra latina, per mano del re etrusco Mezenzio, che dopo aver lasciato morire per dissanguamento due nemici (Palmo ed Evante) recidendo loro una gamba fa altrettanto con Mimante (la doppia negazione nec non del 702, che ha valore affermativo, va messa in relazione con la forma verbale del periodo precedente, sinit, "abbandona"), ma con conseguenze più tragiche: il corpo del profugo troiano viene risucchiato nelle acque del Tirreno. Il poeta interviene per sottolineare il diverso destino di Paride e Mimante, cugini e amici perfettamente coetanei: Paride sepolto con tutti gli onori nella città natale, mentre Mimante resta senza tomba, con conseguente esclusione per la sua anima di varcare i cancelli dell'Ade.
" sed Latagum saxo atque ingenti fragmine montis

occupat os faciemque aduersam, poplite Palmum

succiso uolui segnem sinit, armaque Lauso  

donat habere umeris et uertice figere cristas.

nec non Euanthen Phrygium Paridisque Mimanta

aequalem comitemque, una quem nocte Theano

in lucem genitore Amyco dedit et face praegnas

Cisseis regina Parim; Paris urbe paterna

occubat, ignarum Laurens habet ora Mimanta. " 
(Eneide, libro X, vv.698-706)
 " Latago, però, con un masso, grande spezzone di monte

in piena faccia colpisce: Palmo, con una gamba

tronca abbandona, che storpio si rotoli: l'armi dà a Lauso,

da vestir sulle spalle e all'elmo attaccare il pennacchio.

E così il frigio Euante e Mimante, di Paride

coetaneo e compagno, che nella stessa notte Teano

partrorì al padre Amico, in cui, d'una fiaccola incinta

la regina Cisseide generò Paride: in patria ora Paride

giace morto, la spiaggia laurente accoglie Mimante insensibile ". 
(traduzione di Rosa Calzecchi Onesti)

## Interpretazione dell'episodio
Prima della fine di Mimante, Virgilio registra la decapitazione di Tarquito, giovane semidio italico, ad opera di Enea, che ne butta infine i resti nel Tevere. Tarquito viene considerato dalla maggior parte dei commentatori come un guerriero dell'esercito di Mezenzio per il fatto che porta un nome tipicamente etrusco. In tal caso il trattamento che Mezenzio riserva a Mimante si può intendere verosimilmente come un gesto di rappresaglia verso Enea. Questi episodi prendono comunque le mosse dal libro XXI dell'Iliade, dove Achille getta i corpi di numerosi nemici nelle acque dello Scamandro.